# Хатами, Мохаммад-Реза
Мохаммад-Реза Хатами (перс. سید محمدرضا خاتمی‎; род. 1959, Эрдекан, Йезд) — иранский политический деятель и нефролог.

## Ранний период жизни
Родился в Эрдекане в 1959 году. Младший брат бывшего президента Ирана Мохаммада Хатами. Имеет медицинское образование и до того, как заняться политикой, несколько лет был практикующим нефрологом (специалистом по почкам). Является преподавателем Тегеранского университета медицинских наук.

## Карьера
Был первым генеральным секретарем Исламского фронта участия Ирана, крупнейшей иранской реформистской партии. В настоящее время является членом центрального совета партии. Также является бывшим вице-спикером Исламского консультативного совета. Пришёл в политику в 1997 году после победы своего брата на выборах и был назначен заместителем министра здравоохранения.
Был избран в марте 2000 года на шестой срок после проведения парламентских выборов в Иране в качестве первого представителя Тегерана, набрав 1 794 365 голосов. Также был менеджером ныне запрещенной реформистской ежедневной газеты «Мошарекат». Иногда описываемый как «ультралиберальный» в своих взглядах, он был «отстранён Советом стражей конституции от права баллотироваться на какую-либо государственную должность».

## Личная жизнь
В 1983 году женился на Захре Эшраги, внучке Рухоллы Хомейни и активистке за права женщин. У них двое детей — дочь Фатиме, которая на данный момент учится в университете в Лондоне, и сын Алиреза.
28 марта 2020 года объявил, что у него положительный результат на COVID-19, опубликовав видео из больницы.